# The Seasons
 (septembre 2016).
Si vous disposez d'ouvrages ou d'articles de référence ou si vous connaissez des sites web de qualité traitant du thème abordé ici, merci de compléter l'article en donnant les références utiles à sa vérifiabilité et en les liant à la section « Notes et références ».
Ne doit pas être confondu avec The Four Seasons.
Pour les articles homonymes, voir Seasons.
The Seasons est un groupe de musique québécois originaire de la ville de Québec, composé de Julien Chiasson (Julyan) et Hubert Chiasson (Hubert Lenoir) à la guitare et au chant, Samuel Renaud à la basse Rémy Bélanger à la batterie.

## Biographie
La principale inspiration du groupe, tant dans son style musical que vestimentaire, furent les Beatles et la folk-pop des années 60,.
Les quatre québécois ont fait bonne impression au niveau national[réf. nécessaire] avec l'album Pulp réalisé en 2014, notamment avec la chanson Apples qui est leur plus grand succès[réf. souhaitée]. L'album fut lancé en France au printemps 2015 sous le label BMG Rights Management,. Le style indie pop caractérise le groupe, leurs voix distinctes et leurs chansons entraînantes font en sorte qu'il est facile de les reconnaître.[réf. nécessaire]
Selon les membres, leur force réside dans leur performance sur scène, c'est avant tout ce qui a permis au groupe de se forger un nom[réf. nécessaire] avant de trouver la maison de disque souhaitée.
Leur deuxième album, Midnight, Let’s Get a Hot Dog est sorti le 16 novembre 2018 sous l’étiquette montréalaise Simone Records.

## Discographie

### Singles
- Apples
- Kitsch Trick
- Whatever
- Junk